# Izomerie
Izomeria (din greacă isos = „asemănător”, meros = „particulă”) este fenomenul de existență a compușilor organici care au aceeași formulă moleculară, dar prezintă o structură chimică diferită. Altfel spus, izomerii conțin același număr de atomi dintr-un anumit element, dar prezintă aranjamente diferite ale acestor atomi. Se numesc izomeri acele substanțe care prezintă fenomenul de izomerie.

## Izomeri structurali

Tipuri de izomeri, incluzând izomerii de poziție 2-fluoropropan și 1-fluoropropan pe partea stângă

Izomerii structurali diferă în ceea ce privește conectivitatea unora sau a tuturor atomilor constitutivi.

## Izomeria spațială (stereoizomeria)

Doi compuși de coordinație izomeri, cis- și transplatin

Acest tip de izomerie se datorează așezării diferite în spațiu a atomilor în moleculă. Stereoizomerii au aceeași formulă moleculară și secvență de atomi, dar diferă prin orientarea tridimensională a atomilor în spațiu.

## Exemple
Diamantul și grafitul; zaharoza și maltoza - atât primele două cât și a doua pereche au aceeași formula chimică, dar din cauza amplasării diferite a atomilor în moleculă, ele au proprietăți fizice diferite.
Diamantul fiind cel mai dur (duritatea-10), Grafitul cel mai fragil(duritatea-1).
C3H8O  și C3H7OH  - alcool propilic și propanol

Exemple de izomeri

Unde (1) este alcool propilic, (2) alcool izopropilic, (3) etil metil eter.

## Vezi și
- Stereoizomerie
- Izomerie cis–trans
- Triunghiul lui Lozanić